# Konšćica
Konšćica – wieś w Chorwacji, w żupanii zagrzebskiej, w mieście Samobor. W 2011 roku liczyła 289 mieszkańców.